# Actinodaphne ellipticibacca
Actinodaphne ellipticibacca är en lagerväxtart som beskrevs av André Joseph Guillaume Henri Kostermans. Actinodaphne ellipticibacca ingår i släktet Actinodaphne och familjen lagerväxter. Inga underarter finns listade i Catalogue of Life.